# برنهارد نويمان
برنهارد هيرمان نويمان (بالألمانية: Bernhard Hermann Neumann)‏ (15 أكتوبر 1909 – 21 أكتوبر 2002) هو رياضياتي ألماني الولادة بريطاني الجنسية، وقد حصل على رتبة أستراليا، كما كان زميلًا للجمعية الملكية. وهو أحد الشخصيات الرائدة في نظرية الزمر بتأثيره الكبير في توجيه هذا الموضوع.